# メガネの三城Presents メガネのラジオ+i
『メガネの三城Presents メガネのラジオ+i』（メガネのみきプレゼンツ メガネのラジオプラスアイ）とは西日本放送のラジオ番組。

## 内容
- 眼鏡について紹介する。
- 番組の後半には、地元の眼科医またはメガネの三城の店長が出演する。
- 番組開始 - 2012年2月は岸たけしが担当していた。

## コーナー
- はなしのタネ
- ミキミキQ

## ネット局
- 西日本放送 - 木曜 18:00 - 18:10
- 高知放送 - 月曜 7:25 - 7:35
- 南海放送 - 月曜 10:10 - 10:20